# Закон доброго самарянина

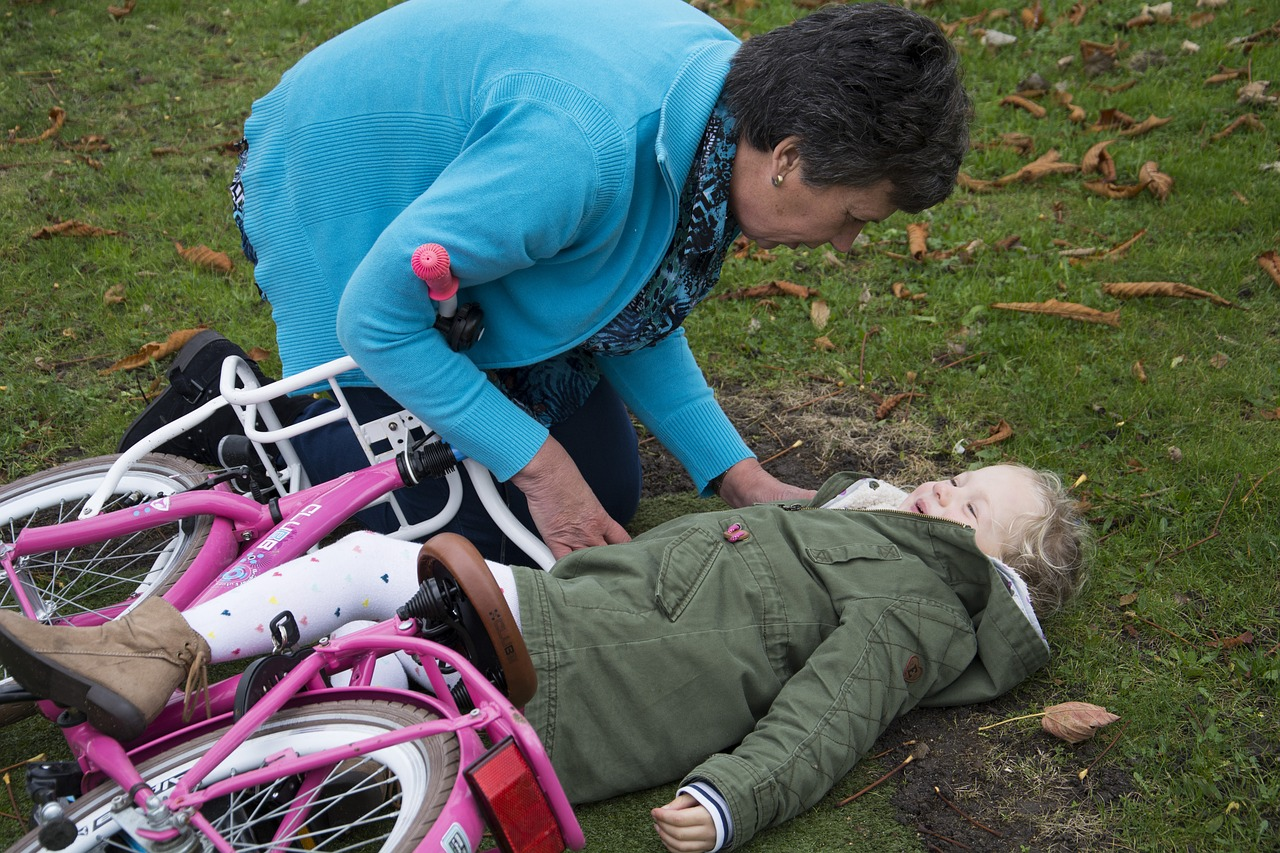
Жінка надає першу допомогу травмованій дитині, що впала з велосипеда

Закон доброго самарянина — збірник законів у США, який регулює декларація про надання першої допомоги і правове становище особи, яка надала таку допомогу. Головний пункт закону — постраждалий, як правило, не може подати позов за неправильно надану першу допомогу, якщо вона надавалася сумлінно і добросовісно, тобто той, хто надав допомогу, діяв у межах своїх знань і досвіду, прагнучи забезпечити полегшення становища постраждалого. Якби не було цього закону, сторонні остерігалися б допомагати постраждалим, боячись подальшого позову.

## США
Закони у різних штатах відрізняються, але загальні принципи такі:
- Якщо постраждалий не був пацієнтом рятувальника, його дитиною або іншою особою, що опікується ним, і постраждав не з вини рятувальника, рятувальник не зобов'язаний надавати першу допомогу.

- Перша допомога надається безкоштовно. Зокрема лікарі, які надають першу допомогу в рамках своїх професійних обов'язків, не захищені цим законом.

- Якщо рятувальник діяв розумно (для свого рівня підготовки), він не відповідає за ненавмисно завдану шкоду, навіть якщо неправильні дії рятівника призвели до смерті чи інвалідності потерпілого.

- Почавши надання допомоги, рятувальник не має права піти, крім таких випадків:
  - Іде, щоб викликати медичну допомогу.
  - Поступається місцем іншому рятувальнику з тим самим або вищим рівнем підготовки.
  - Подальше надання допомоги є небезпечним для самого рятівника.

- Допомога надається лише за згодою потерпілого. При цьому:
  - Якщо потерпілий непритомний, у маренні, одурманений наркотиками чи алкоголем — досить розумного припущення, що постраждалий погодився на допомогу. Суди зазвичай стають на бік рятувальника.
  - Якщо постраждалий — неповнолітній (до 18 років), згоду має надати його батько чи опікун.
    - Якщо батьків чи опікунів немає, можна надавати допомогу незалежно від того, що говорить постраждалий.
    - Якщо вони присутні, але непритомні, у маренні, одурманені наркотиками чи алкоголем — те саме.
    - При підозрі знущання з дітей — згоди батьків на допомогу не потрібно.

У деяких штатах закон захищає від судового переслідування лише тих, хто пройшов сертифіковані курси надання першої допомоги, в інших штатах — усіх рятувальників, за умови, що вони розумно діють.

## Україна
В Україні розроблено проект Закону України "Про внесення змін до деяких законів України щодо удосконалення надання першої допомоги", реєстр. N 9427, поданий народними депутатами України Г. Гопко, О. Корчинською, П. Унгуряном, С. Висоцьким, О. Петренком, О. Продан, І. Савкою, А. Романовою, І. Сисоєнко, С. Залішук та І. Луценком (протокол N 106 від 23 квітня 2019 року).
Метою проекту Закону є запровадження в українському законодавстві такого поняття як "перша допомога" і визначення підстав для звільнення від відповідальності за неналежне надання такої допомоги осіб, які її надають, за виключенням випадків наявності у діях таких осіб умислу або недбалості.

## Бельгія
Бельгійський закон Доброго Самарянина покладає на кожного, хто здатний надати допомогу, юридичний обов’язок допомогти особі, яка перебуває у великій небезпеці, не наражаючи себе чи інших у серйозній небезпеці (стаття 422bis Кримінального кодексу).

## Ізраїль
В Ізраїлі закон вимагає від кожного надавати допомогу людині в небезпеці або принаймні кликати на допомогу. Люди, які добросовісно допомагають, не несуть відповідальності за збитки. Рятувальники мають право на відшкодування збитків, заподіяних їм під час надання допомоги.

## Інші країни
У багатьох інших країнах закон зобов'язує надавати допомогу постраждалим, якщо це не становить небезпеку для рятівника. Часто перехожі, як мінімум, зобов'язані викликати швидку допомогу. Такі закони є, зокрема, у Франції, Іспанії, Ізраїлі, Японії. У Франції на цій підставі було відкрито справу проти папараці, які фотографували загибель принцеси Діани. У Німеччині (нім. Unterlassene Hilfeleistung — незабезпечення допомоги) — злочин, громадяни зобов'язані надавати першу допомогу та є непідсудні, якщо допомога, будучи надана з добрими намірами, завдала шкоди. Вміння надавати першу допомогу в Німеччині та багатьох інших країнах є обов'язковим для отримання водійських прав.